# Alte Synagoge (Erstein)

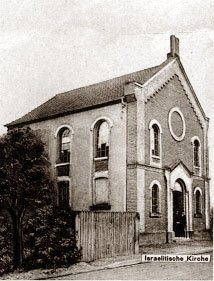
Alte Synagoge in Erstein

Die Alte Synagoge in Erstein, einer französischen Gemeinde im Département Bas-Rhin in der Region Grand Est, wurde 1882 errichtet. Die Einrichtung der Synagoge wurde im Oktober 1940 versteigert und das Gebäude 1941 von den Nationalsozialisten abgerissen.
Nach 1945 wurde am alten Standort die Neue Synagoge in Erstein erbaut.